# Phương Hồng Quế
Phương Hồng Quế, tên thật là Nguyễn Thị Quế (sinh ngày 19 tháng 6 năm 1953) là một ca sĩ hải ngoại và được báo chí gọi là Tivi Chi Bảo.

## Tiểu sử
Bà là học trò của lò đào tạo ca sĩ của nhạc sĩ Nguyễn Đức nổi tiếng trước năm 1975 tại Việt Nam Cộng hòa. Tên tuổi của bà gắn liền với bài hát "Phố đêm" của nhạc sĩ Tâm Anh (trong cuốn băng video ASIA 1 - Đêm Sài Gòn 1 In Las Vegas - cuốn băng video đầu tiên của Trung tâm Asia).
Sau năm 1975, bà ở lại Việt Nam. Mãi đến năm 1991, bà mới rời Việt Nam định cư tại Hoa Kỳ và xuất hiện đều đặn trên các sân khấu hải ngoại cho nay.

## CD & DVD
- Phương Hồng Quế 1: Giờ Này Anh Ở Đâu (Phượng Hoàng 30 - 1991)
- Phương Hồng Quế 2: Chiều Cuối Tuần (Giáng Ngọc 137 - 1991)
- Phương Hồng Quế 3: Đàn Ông (1993)
- Phương Hồng Quế 4: Tình Say (Giáng Ngọc 181 - 1993)
- Phương Hồng Quế 5: Bội Bạc (1994)
- Phương Hồng Quế 6: Quê Hương Và Lòng Mẹ (NĐBD 84 - 1995)
- Phương Hồng Quế 7: Giòng Lệ (1995)
- Phương Hồng Quế: Còn Nhớ Sài Gòn Không?, với Tuấn Vũ (Bích Thu Văn đại diện - 1996)
- Phương Hồng Quế 8: Chuyện Tình Không Đoạn Kết
- Phương Hồng Quế 9: Tuyết Lạnh
- Phương Hồng Quế 10: Em Vẫn Chờ Anh
- Phương Hồng Quế 11: Tiền Và Lá
- Phương Hồng Quế 12: Em Tôi
- Tú Quỳnh CD 15: Tiếng Hát Thái Châu, Phương Hồng Quế Hải Ngoại (1992)
- Phượng Hoàng 50: Triệu Đóa Hồng Đỏ Thắm, với Thái Châu (1993)
- Trường Thanh 20: Phố Đêm, với Trường Thanh (1994)
- Giáng Ngọc 200: Người Chết Trở Về, với Nhật Trường (1994)
- Giáng Ngọc 209: Tà Áo Tím, với Nhật Trường, Anh Khoa (1995)
- Giáng Ngọc 216: Sài Gòn Thứ 7, với Nhật Trường (1995)
- Người Đẹp Bình Dương: Cách Xa, với Nguyễn Hưng (1995)
- Thúy Nga đại diện: Lính Xa Nhà (2005)
- Thúy Nga đại diện: Ngày Đó, với Thái Châu (2006)
- Thúy Nga đại diện: Dấu Chân Kỷ Niệm (2006)
- Căn Nhà Màu Tím, với Giang Tử (2011)
- Asia CDCS048: Duyên Kiếp, với Tuấn Vũ, Giang Tử (2013)
- Người Tình Và Quê Hương (2015)
- Tiếng Hát Hậu Phương, với Trang Thanh Lan (2015)
- Tiếng Hát Hậu Phương 2: Thư Xuân, với Trang Thanh Lan (2015)

## Hợp tác với các trung tâm hải ngoại

### Trung Tâm Thúy Nga

#### Paris By Night
| STT | Ca khúc                                                                                          | Thể hiện với                                         | Chương trình       | Năm  |
| --- | ------------------------------------------------------------------------------------------------ | ---------------------------------------------------- | ------------------ | ---- |
| 1   | Chiều cuối tuần (Trúc Phương)                                                                    | solo                                                 | Paris By Night 16  | 1992 |
| 2   | LK Chuyện Hẹn hò, Bảy Ngày Đợi Mong (Trần Thiện Thanh)                                           | solo                                                 | Paris By Night 18  | 1992 |
| 3   | Kể Chuyện Trong Đêm (Hoàng Trang)                                                                | Anh Khoa                                             | Paris By Night 20  | 1993 |
| 4   | Kiếp Nghèo (Lam Phương)                                                                          | solo                                                 | Paris By Night 22  | 1993 |
| 5   | Đoàn người lữ thứ (Lam Phương)                                                                   | Hương Lan, Quang Bình, Trang Thanh Lan               | Paris By Night 22  | 1993 |
| 6   | Nỗi Buồn Châu Pha (Lê Dinh)                                                                      | solo                                                 | Paris By Night 24  | 1993 |
| 7   | LK Chiều mưa biên giới, Sắc hoa màu nhớ (Nguyễn Văn Đông)                                        | Duy Quang                                            | Paris By Night 25  | 1994 |
| 8   | Anh về với em (Trần Thiện Thanh)                                                                 | Anh Khoa                                             | Paris By Night 26  | 1994 |
| 9   | Nhớ bến Đà Giang (Văn Phụng)                                                                     | solo                                                 | Paris By Night 27  | 1994 |
| 10  | LK Biết đến bao giờ, Đêm dài chiến tuyến (Lam Phương)                                            | solo                                                 | Paris By Night 28  | 1994 |
| 11  | Chuyện chúng mình (Trúc Phương)                                                                  | solo                                                 | Paris By Night 29  | 1994 |
| 12  | LK Nương chiều, Gánh lúa (Phạm Duy)                                                              | Sơn Ca                                               | Paris By Night 30  | 1995 |
| 13  | LK Khuya Nay Anh Đi Rồi, Em Không Buồn Nữa Chị Ơi, Giọt Lệ Đài Trang, Đừng Nói Xa Nhau (Châu Kỳ) | Trúc Mai                                             | Paris By Night 78  | 2005 |
| 14  | LK Đêm Vũ Trường (Minh Kỳ, Dạ Cầm), Phận Tơ Tằm (Minh Kỳ, Hồ Tịnh Tâm)                           | Thái Châu                                            | Paris By Night 79  | 2005 |
| 15  | LK Phút Giao Mùa, Ngày Đầu Một Năm (Trần Thiện Thanh)                                            | Ngọc Đan Thanh                                       | Paris By Night 85  | 2007 |
| 16  | Xuân Miền Nam (Văn Phụng)                                                                        | Khánh Ly, Hoàng Oanh, Hương Lan                      | Paris By Night 85  | 2007 |
| 17  | Mùa Xuân Không Còn Nữa (Lam Phương)                                                              | solo                                                 | Paris By Night 131 | 2021 |
| 18  | Mùa Xuân Đầu Tiên (Tuấn Khanh)                                                                   | Phương Hồng Ngọc                                     | Paris By Night 132 | 2022 |
| 19  | Chuyện Một Người Đi (Trần Thiện Thanh)                                                           | Tuấn Vũ                                              | Paris By Night 133 | 2022 |
| 20  | LK Em Sắp Về Chưa (Châu Kỳ, Tô Kiều Ngân), Chiều Hạ Vàng (Nguyễn Bá Nghiêm)                      | Thanh Tuyền                                          | Paris By Night 134 | 2023 |
| 21  | Hơn Một Lời Cảm Ơn (Ngô Minh Tài)                                                                | Hợp Ca                                               | Paris By Night 134 | 2023 |
| 22  | LK Trăm Mến Ngàn Thương (Hoài Linh), Rừng Xưa (Lam Phương)                                       | Phương Dung                                          | Paris By Night 136 | 2024 |
| 23  | LK Cay Đắng Tình Đời, Đoạn Tuyệt (Phượng Linh)                                                   | Băng Tâm, Hoàng Nhung, Châu Ngọc Hà, Phương Yến Linh | Paris By Night 137 | 2024 |

#### Chương trình Thúy Nga Music Box
| STT | Tên bài hát                                                    | Thể hiện với                       | Chương trình           | Năm  |
| --- | -------------------------------------------------------------- | ---------------------------------- | ---------------------- | ---- |
| 1   | Giờ Này Anh Ở Đâu (Khánh Băng)                                 | Thanh Tuyền                        | Thúy Nga Music Box #10 | 2020 |
| 2   | Bóng Nhỏ Đường Chiều (Trúc Phương)                             | solo                               | Thúy Nga Music Box #10 | 2020 |
| 3   | Kẻ Đến Sau (Trương Hoàng Xuân)                                 | solo                               | Thúy Nga Music Box #10 | 2020 |
| 4   | Anh Đi Về Đâu (Hoàng Nguyên)                                   | Thanh Tuyền                        | Thúy Nga Music Box #10 | 2020 |
| 5   | Trăng Sơn Cước (Văn Phụng, Văn Khôi)                           | Lệ Thu, Trần Thái Hòa              | Thúy Nga Music Box #26 | 2021 |
| 6   | Sao Em Vô Tình (Nguyễn Hữu Sáng)                               | solo                               | Thúy Nga Music Box #26 | 2021 |
| 7   | Ai Cho Tôi Tình Yêu (Trúc Phương)                              | solo                               | Thúy Nga Music Box #26 | 2021 |
| 8   | Mưa Sàigòn, Mua Hà Nội (Phạm Đình Chương, thơ: Hoàng Anh Tuấn) | Lệ Thu, Trần Thái Hòa              | Thúy Nga Music Box #26 | 2021 |
| 9   | Ta Vui Ca Vang (Văn Phụng)                                     | Thanh Lan, Phương Hồng Ngọc        | Thúy Nga Music Box #36 | 2021 |
| 10  | Phố Buồn (Phạm Duy)                                            | solo                               | Thúy Nga Music Box #36 | 2021 |
| 11  | Tình Yêu Màu Tím (Song Ngọc)                                   | solo                               | Thúy Nga Music Box #36 | 2021 |
| 12  | Giã Từ Đêm Mưa (Văn Phụng)                                     | Thanh Lan, Phương Hồng Ngọc        | Thúy Nga Music Box #36 | 2021 |
| 13  | Xin Gọi Nhau Là Cố Nhân (Song Ngọc)                            | Ngọc Ngữ, Châu Ngọc Hà             | Thúy Nga Music Box #43 | 2021 |
| 14  | Thư Đô Thị (Song Ngọc)                                         | solo                               | Thúy Nga Music Box #43 | 2021 |
| 15  | Đàn Ông (Song Ngọc)                                            | solo                               | Thúy Nga Music Box #43 | 2021 |
| 16  | Bừng Sáng (Song Ngọc)                                          | Song Thanh, Ngọc Ngữ, Châu Ngọc Hà | Thúy Nga Music Box #43 | 2021 |
| 17  | Sắc Hoa Màu Nhớ (Nguyễn Văn Đông)                              | Giao Linh                          | Thúy Nga Music Box #53 | 2022 |
| 18  | Lửa Mùa Hạ (Trịnh Lâm Ngân)                                    | solo                               | Thúy Nga Music Box #53 | 2022 |
| 19  | Hành Trang Giã Từ (Trường Sa)                                  | solo                               | Thúy Nga Music Box #53 | 2022 |
| 20  | Mưa Khuya (Thăng Long)                                         | solo                               | Thúy Nga Music Box #53 | 2022 |
| 21  | Thương Muộn (Phượng Linh)                                      | Giao Linh                          | Thúy Nga Music Box #53 | 2022 |

#### Chương trình thu hình khác
| STT | Tiết mục                                                       | Thể hiện với                                                                     | Chương trình                 | Năm  |
| --- | -------------------------------------------------------------- | -------------------------------------------------------------------------------- | ---------------------------- | ---- |
| 1   | Bài Ngợi Ca Quê Hương (Thanh Sơn)                              | solo                                                                             | Mùa Xuân Nào Ta Về           | 1992 |
| 2   | Mùa Xuân Nào Ta Về (Lam Phương)                                | Thái Châu, Hương Lan                                                             | Mùa Xuân Nào Ta Về           | 1992 |
| 3   | Chuyện Tình Không Hối Tiếc (Tâm Anh)                           | solo                                                                             | Liveshow Thanh Tuyền         | 2020 |
| 4   | LK Trả Lại Thời Gian & Hoa Tím Người Xưa (Thanh Sơn)           | Thanh Tuyền, Sơn Tuyền, Ngọc Huyền, Như Quỳnh, Mai Thiên Vân                     | Liveshow Thanh Tuyền         | 2020 |
| 5   | LK Chiều Mưa Biên Giới & Hải Ngoại Thương Ca (Nguyễn Văn Đông) | Thanh Tuyền, Chế Linh, Anh Khoa, Sơn Tuyền, Ngọc Huyền, Như Quỳnh, Mai Thiên Vân | Liveshow Thanh Tuyền         | 2020 |
| 6   | Quê Hương Bỏ Lại (Tô Huyền Vân)                                | solo                                                                             | Hãy Yêu Như Chưa Yêu Lần Nào | 2021 |

### Trung Tâm Asia
| STT | Ca khúc                                                                        | Thể hiện với                                       | Chương trình            | Năm  |
| --- | ------------------------------------------------------------------------------ | -------------------------------------------------- | ----------------------- | ---- |
| 1   | Phố đêm (Tâm Anh)                                                              | solo                                               | Asia 1                  | 1992 |
| 2   | Đêm Las Vegas (Song Ngọc)                                                      | solo                                               | Asia 3                  | 1993 |
| 3   | LK Trúc Phương: Tàu đêm năm cũ, Kẻ ở miền xa, Mưa nửa đêm, Ai cho tôi tình yêu | Duy Khánh, Thanh Thúy                              | Asia 11                 | 1996 |
| 4   | LK Lối về đất mẹ, Trường cũ tình xưa, Xin anh giữ trọn tình quê (Duy Khánh)    | Chế Linh                                           | Asia 40                 | 2003 |
| 5   | Tâm sự ngày xuân (Hoài An)                                                     | Thanh Phong                                        | Asia 53                 | 2007 |
| 6   | Chiều làng em (Trúc Phương)                                                    | Phương Hồng Ngọc, Phương Hoài Tâm                  | Asia 55                 | 2007 |
| 7   | Mưa Sài Gòn, Mưa Hà Nội (Phạm Đình Chương, Hoàng Anh Tuấn)                     | Phương Hồng Ngọc, Phương Hoài Tâm                  | Asia 56                 | 2007 |
| 8   | Chúc xuân (Thanh Sơn)                                                          | Phương Hồng Ngọc, Phương Hoài Tâm                  | Asia 57                 | 2008 |
| 9   | LK Qua cơn mê (Trịnh Lâm Ngân), Cho tôi được một lần (Bảo Thu)                 | Phương Hồng Ngọc, Phương Hoài Tâm                  | Asia 58                 | 2008 |
| 10  | LK Lối về xóm nhỏ, Tôi yêu (Trịnh Hưng)                                        | Phương Hoài Tâm                                    | Asia 59                 | 2008 |
| 11  | LK Ly rượu mừng (Phạm Đình Chương), Xuân miền Nam (Văn Phụng)                  | Phương Hồng Ngọc, Phương Hoài Tâm                  | Asia 60                 | 2009 |
| 12  | Chuyện hẹn hò (Trần Thiện Thanh)                                               | Nhật Trường (dùng hình ảnh & giọng từ cuốn ASIA 3) | Asia 61                 | 2009 |
| 13  | Ngày hạnh phúc (Lam Phương)                                                    | Anh Khoa                                           | Asia 63                 | 2009 |
| 14  | Giọt buồn không tên (Tô Giang)                                                 | Giang Tử                                           | Asia 65                 | 2010 |
| 15  | Thề Không Phản Bội Quê Hương                                                   | Phương Hồng Ngọc, Ngọc Đan Thanh, Việt Dzũng       | Asia Golden 2           | 2011 |
| 16  | Sài Gòn (Y Vân)                                                                | Sơn Ca, Băng Châu                                  | Asia 68                 | 2011 |
| 17  | Bài Ca Hy Vọng (Trúc Giang)                                                    | solo                                               | Asia Noel Mùa Tình Yêu  | 2011 |
| 18  | Đan Áo Mùa Xuân (Phạm Thế Mỹ)                                                  | solo                                               | Asia Xuân Hy Vọng       | 2012 |
| 19  | LK Quê hương bỏ lại, Chiều Tây Đô (Lam Phương)                                 | Ngọc Đan Thanh, Tuấn Vũ                            | Asia 69                 | 2012 |
| 20  | Khúc ca ngày mùa (Lam Phương)                                                  | Tuấn Vũ                                            | Asia 70                 | 2012 |
| 21  | Có những người anh (Võ Đức Hảo)                                                | Ngọc Minh                                          | Asia 71                 | 2013 |
| 22  | Phận má hồng (Y Vân)                                                           | Tuấn Vũ                                            | Asia 72                 | 2013 |
| 23  | LK Nhật ký đời tôi, Thương ca mùa hạ (Thanh Sơn)                               | Tuấn Vũ, Mỹ Huyền                                  | Asia 73                 | 2013 |
| 24  | Đò chiều (Trúc Phương)                                                         | Thanh Phong                                        | Asia 74                 | 2014 |
| 25  | LK Mùa Xuân Trên Cao (Trầm Tử Thiêng), Cảm ơn (Trịnh Lâm Ngân)                 | Tuấn Vũ                                            | Asia Liên khúc Mùa Xuân | 2015 |
| 26  | Tuyết lạnh (Lê Dinh, Phương Trà)                                               | Tuấn Vũ                                            | Asia 76                 | 2015 |
| 27  | Trăng Rụng Xuống Cầu (Hoàng Thi Thơ)                                           | Tuấn Vũ                                            | Asia Golden 4           | 2015 |
| 28  | Tình hậu phương (Minh Kỳ)                                                      | Trang Thanh Lan                                    | Asia 79                 | 2017 |
| 29  | Hành Trang Giã Từ (Trường Sa)                                                  | Tuấn Vũ                                            | Asia Golden 5           | 2017 |
| 30  | Tôi đã gặp (Lê Dinh, Minh Kỳ)                                                  | Đặng Minh Thông, Đặng Thế Luân, Lê Quốc Tuấn       | Asia 80                 | 2017 |
| 31  | Hai Mùa Noel (Nguyễn Vũ)                                                       | Đăng Vũ, Diễm Ngân                                 | Asia Christmas Special  | 2017 |
| 32  | Hoa bướm ngày xưa (Nguyễn Hiền)                                                | Anh Khoa                                           | Asia 81                 | 2018 |

### Đài SBTN
| STT | Ca khúc                               | Thể hiện với | Chương trình           | Năm  |
| --- | ------------------------------------- | ------------ | ---------------------- | ---- |
| 1   | Mấy Độ Thu Về (Minh Kỳ - Hoài Linh)   | solo         | Những Ngày Xưa Thân Ái | 2021 |
| 2   | Trăng Sáng Nhớ Người (Trúc Giang)     | solo         | Quê Hương & Tình Yêu   | 2021 |
| 3   | Chuyện Tình Buồn Trăm Năm (Song Ngọc) | solo         | Tình Yêu Tình Người    | 2021 |

### Jimmy TV
| STT | Tiết mục                    | Thể hiện với | Chương trình | Năm  |
| --- | --------------------------- | ------------ | ------------ | ---- |
| 1   | Mùa Hoa Anh Đào (Thanh Sơn) | solo         | Xuân Tin Yêu | 2021 |

### Trung tâm Mây
| STT | Ca khúc                        | Thể hiện với | Chương trình      | Năm  |
| --- | ------------------------------ | ------------ | ----------------- | ---- |
| 1   | Người Ngoài Phố (Anh Việt Thu) | solo         | Hollywood Night 5 | 1993 |

## Chương trình Truyền hình ở hải ngoại
| STT | Chương trình           | Ghi chú                                                             | Kênh               |
| --- | ---------------------- | ------------------------------------------------------------------- | ------------------ |
| 1   | Tonight with Viet Thao | Tham gia tập số thứ 9 (Episode 9)                                   | VietFace TV (vftv) |
| 2   | Tiếng hát hậu phương   | Tham gia xuyên suốt. Sáng lập chương trình cùng với Trang Thanh Lan | Hồn Việt TV        |

## Giải thích tên gọiTivi Chi Bảo
Năm 1970, Phương Hồng Quế cộng với rất nhiều chương trình ca nhạc của đài THVN. Truyền hình số 7 (sau là số 9) và truyền hình Quân đội là hai đài cô thường xuất hiện nhất và cả hai đài cùng thu hình ở một địa điểm. THVN có 3 trường quay (A, B, C), mỗi bên A, B, C thu các chương trình khác nhau. Mỗi ngày cô đều lần lượt thu hình bên A, sau đó đến bên B và sau là bên C. Vì xuất hiện ở hầu hết các chương trình nên lúc nào người ta cũng thấy Phương Hồng Quế trên Tivi. Lúc này, nhà báo Bửu Duy đã phỏng vấn Phương Hồng Quế và đặt cho cô cái tên Tivi Chi bảo.